# Національна ліга Нової Зеландії
Національна ліга Нової Зеландії (англ. New Zealand National League) — найвища футбольна ліга Нової Зеландії, заснована у 2021 році замість Футбольного чемпіонату Нової Зеландії. У лізі беруть участь десять команд, причому команди проходять кваліфікацію зі своїх регіональних ліг. Чотири команди кваліфікуються з Північної ліги, три кваліфікуються з Центральної ліги, дві кваліфікуються з новоствореної Південної ліги, а «Веллінгтон Фенікс Резервз» автоматично отримують місце щороку.
Регіональні ліги проводяться з березня по вересень, причому кожна ліга має різну кількість ігор. Етап Національної ліги починається після завершення регіонального етапу, де кожна команда грає одна з одною, а потім дві найкращі команди грають великий фінал. Кожного сезону два клуби здобувають кваліфікацію до Ліги чемпіонів ОФК, континентального змагання для регіону Океанії.

## Формат змагань

Зони регіональної національної ліги

У змаганнях є два етапи: регіональний етап, у якому кожна команда грає між собою двічі у своїх регіонах; і фаза чемпіонату, в якій кращі команди в кожному регіоні грають в одному змаганні за круговою системою, після чого йде великий фінал для визначення чемпіона Нової Зеландії. Кожна команда може виставити максимум чотирьох іноземних гравців, а також одного додаткового іноземного гравця, який є громадянином країни з Конфедерації футболу Океанії. Спочатку в кожній грі кожна команда повинна була також починати принаймні двома гравцями віком до 20 років.. Перед сезоном 2023 це було змінено так, що гравці віком до 20 років повинні мати 10 % доступних ігрових хвилин протягом сезону.
Дві команди з Національної ліги кваліфікуються до Ліги чемпіонів ОФК кожного сезону: ці дві команди є двома фіналістами другого етапу чемпіонату.

## Історія
У березні 2021 року футбольний клуб Нової Зеландії оголосила про зміну структури як вищої, так і регіональних ліг країни. Із чотирьох найкращих регіональних ліг були переформовані в Північну, Центральну та Південну лігу. Ці ліги дозволять місцевим клубам отримати кваліфікацію для сезону Національної ліги, з 4 найкращими командами з Північної ліги, 3 найкращими командами з Центральної ліги та 2 найкращими командами з Південної ліги, а також резервною командою «Веллінгтон Фенікс». Усі команди, які пройшли кваліфікацію, а також дублери «Фенікса», потім грають турнір в одне коло з жовтня по грудень. За його результатами дві команди, які посіли найкращі місця, виходять у великий фінал, де визначають чемпіона країни.
У листопаді 2021 року під час першого розіграшу Національної ліги через пандемію COVID-19 команди з Окленда та Ваїкато не змогли взяти участь у турнірі. В результаті у турнірі зіграли лише 6 команд з Центральної та Південної ліг. «Мірамар Рейнджерс» виграли як регулярну першість, так і фінал.
Другий розіграш Національної ліги Нової Зеландії 2022 року розпочався 1 жовтня 2022 року і переможцем регулярної першості і фіналу став «Окленд Сіті», а у третьому обидва виграв «Веллінгтон Олімпік».

## Переможці

### Кваліфікаційні ліги
| Сезон | Північна ліга | Центральна ліга      | Південна Ліга        |
| ----- | ------------- | -------------------- | -------------------- |
| 2021  | «Окленд Сіті» | «Веллінгтон Олімпік» | «Кашмір Технікал»    |
| 2022  | «Окленд Сіті» | «Веллінгтон Олімпік» | «Крайстчерч Юнайтед» |
| 2023  | «Окленд Сіті» | «Веллінгтон Олімпік» | «Крайстчерч Юнайтед» |
| 2024  | «Окленд Сіті» | «Веллінгтон Олімпік» | «Кашмір Технікал»    |

### Чемпіонат
| Сезон | Великий фінал        | Великий фінал | Великий фінал        |
| Сезон | Чемпіони             | Оцінка        | Друге місце          |
| ----- | -------------------- | ------------- | -------------------- |
| 2021  | «Мірамар Рейнджерс»  | 7–2           | «Веллінгтон Олімпік» |
| 2022  | «Окленд Сіті»        | 3–2           | «Веллінгтон Олімпік» |
| 2023  | «Веллінгтон Олімпік» | 2–0           | «Окленд Сіті»        |
| 2024  | «Окленд Сіті»        | 2–1 (дч)      | «Біренхед Юнайтед»   |